# Коспода
Коспода (нім. Kospoda) — громада в Німеччині, розташована в землі Тюрингія. Входить до складу району Заале-Орла.
Площа — 6,14 км2. Населення становить 382 ос. (станом на 31 грудня 2021).